# Saints traducteurs
Les saints traducteurs est le nom donné aux disciples de Mesrop Machtots, l'inventeur de l'alphabet arménien en l'an 405 de notre ère. Après l'invention de cet alphabet, il fallut, en effet, procéder à la traduction des ouvrages jusqu'alors diffusés en Arménie uniquement en grec et en syriaque, et en premier lieu la Bible. Mesrop Machtots répartit ses élèves en deux groupes afin qu'ils traduisent les Pères de l'Église depuis le grec ou le syriaque. Il envoya également certains d'entre eux dans les grands pôles culturels de l'Orient antique qu'étaient Édesse, Constantinople, Athènes, Antioche ou encore Alexandrie afin d'en rapporter des traductions des ouvrages qui ne se trouvaient pas en Arménie. Leur premier travail accompli, à savoir la traduction de la Bible par saint Sahak, Lazare de Pharbe (XI) note que l'« on fonda des écoles pour le peuple. Des copistes empressés se multiplièrent [...]. La science du seigneur remplit l'Arménie comme les eaux remplissent la mer ».

## Liste des principaux saints traducteurs
Cette liste est soumise à de nombreuses variations, selon que l'on se place d'un point de vue davantage religieux ou littéraire. D'autre part, il arrive que Mesrop Machtots ou saint Sahak en soient exclus, selon qu'on les considère comme les inspirateurs des saints traducteurs ou bien comme deux d'entre eux.
- Mesrop Machtots
- Sahak Ier Parthev
- Korioun Skantchéli (biographe de son maître)
- Moïse de Khorène
- Yéghichê Badmitch
- Davit Anhaght
- Grégoire de Narek
- Nersès IV Chnorhali
- Eznik de Kolb
- Hovsep de Baghin
- Lévond de Vanand